# Victor Karlsson
Karl Victor Karlsson, född 18 maj 2001, är en svensk fotbollsspelare som spelar för Landskrona BoIS.

## Karriär
Karlssons moderklubb är Onsala BK. Mellan 2018 och 2020 spelade han 42 ligamatcher och gjorde sju mål i Division 2 och Division 3.
I januari 2021 värvades Karlsson av Varbergs BoIS, där han skrev på ett treårskontrakt. Karlsson gjorde allsvensk debut den 11 april 2021 i en 0–0-match mot Mjällby AIF, där han blev inbytt i den 71:a minuten mot Albin Mörfelt. I juli 2022 lånades Karlsson ut till Superettan-klubben Norrby IF på ett låneavtal över resten av säsongen.
I januari 2024 värvades Karlsson av Landskrona BoIS, där han skrev på ett treårskontrakt.